# گمینا زووتوو
گمینا زووتوو (به لهستانی:  Gmina Złotów) یک گمینا در لهستان است که در شهرستان زوتوف واقع شده‌است. گمینا زووتوو ۲۹۲٫۵ کیلومتر مربع مساحت و ۹٬۰۵۲ نفر جمعیت دارد.